# Stary Jawornik
Stary Jawornik – wieś w Polsce położona w województwie podkarpackim, w powiecie dębickim, w gminie Czarna.
W latach 1975–1998 miejscowość administracyjnie należała do województwa tarnowskiego.